# 福井県信用農業協同組合連合会
福井県信用農業協同組合連合会（ふくいけんしんようのうぎょうきょうどうくみあいれんごうかい）は、福井県福井市に本所を置く、福井県内にある農業協同組合（JA）の信用事業を統括する県域農協系金融機関である。県内農業協同組合を会員とする。

## 概要
通称は「JA福井県信連」。県内にあるJAとを併せて「福井県JAバンク」と総称する。統一金融機関コードは3024。主に法人顧客を中心としており、個人取引は殆どない。

## 沿革
- 1948年9月30日 - 設立。

## 店舗所在地
- 本所（店番：001）- 福井県福井市大手三丁目2-18 福井県農業会館内
  - 福井県農業会館には、2020年4月1日に設立した福井県農業協同組合（JA福井県）の本店も置かれている。

## ATMについて

### JA関連
県下JAのATM（他金融機関幹事の共同CD店舗は除く）では、他都道府県の農協／信連のキャッシュカードでも入出金取引において、ATM稼働時間内なら終日手数料がかからない（対象となるATMには「サザエさん」のステッカーが貼り付けられている）。また、三菱UFJ銀行のキャッシュカードでも平日日中の出金取引なら手数料がかからない。
なおATMでの通帳取引は福井県下農協／信連で開設された口座の通帳に限られ、他都道府県の農協／信連の通帳は利用できない。

## 福井ふるさとネットサービス
2007年（平成19年）10月より始まった同サービスに、2014年（平成26年）2月より加入している。これに伴い、県内に本店を設置する金融機関において出金・一部機関入金におけるATM手数料が相互無料で利用できるようになった。利用できる金融機関は次の通り（福井銀行、福邦銀行、福井県JAバンク、越前信用金庫、福井信用金庫、敦賀信用金庫、小浜信用金庫）